# مجلس عوام بریتانیا

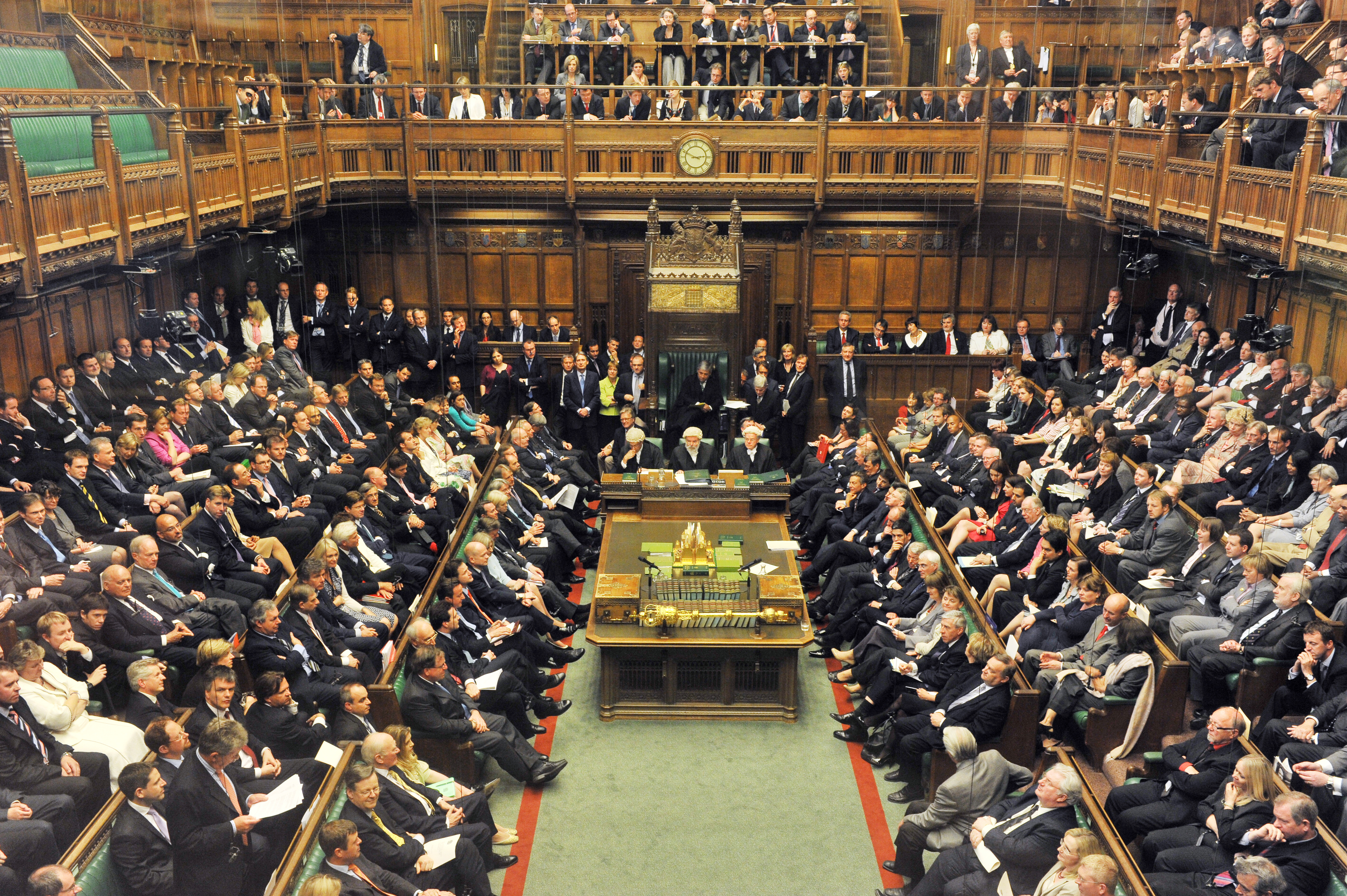
مجلس عوام بریتانیا در کاخ وست‌مینستر در لندن

مجلس عوام بریتانیا یا مجلس عوام پادشاهی متحده (به انگلیسی: House of Commons of the United Kingdom) مجلسی مانند مجلس اعیان بریتانیا است که در کاخ وست‌مینستر در لندن قرار دارد. رنگ مشخصه کرسی‌های این مجلس سبز است.
این مجلس ۶۵۰ نماینده دارد ولی ساختمان آن که در ۱۹۴۵ ساخته شده، برای فقط ۴۲۷ نفر از آنها (حدود ۶۶٪) جای نشستن دارد. انتخاب نمایندگان این مجلس با یک انتخابات یک مرحله‌ای انجام می‌شود. هر حزب در هر یک از حوزه‌های انتخاباتی نامزد خود را معرفی و تبلیغ می‌نماید. در هر حوزه انتخاباتی، نامزد هر حزبی که بتواند اکثریت نسبی آراء را به‌دست آورد؛ یک‌ضرب به مجلس عوام راه می‌یابد. افراد می‌توانند به صورت مستقل نیز نامزد انتخابات این مجلس شوند؛ ولی شانس آن‌ها در رقابت با نامزدهای احزاب گوناگون بسیار ناچیز است.
مطابق با قانون پارلمانی تصویب شده در سال ۱۹۱۱ که قدرت قانونگذاری و محدوده اختیارات مجلس عوام و مجلس اعیان بریتانیا را مشخص می‌سازد؛ دولت در درجه اول در مقابل مجلس عوام، باید پاسخگو باشد؛ و نخست‌وزیر تا زمانی در سمتش باقی می‌ماند که حمایت اکثریت اعضای مجلس عوام را با خود حفظ کرده باشد.

## جایگاه
اگر چه این مجلس به‌طور رسمی نخست‌وزیر را انتخاب نمی‌کند؛ اما موقعیت احزاب در آن از اهمیت بسیار زیادی برخوردار است. طبق معاهدات، نخست‌وزیر به این مجلس پاسخگو می‌باشد و باید از حمایت مجلس برخوردار باشد؛ بنابراین، هر زمان که دفتر نخست‌وزیری خالی باشد؛ پادشاه شخصی که از حمایت اعضای مجلس عوام برخوردار است یا رهبر بزرگترین حزب در مجلس عوام است را به عنوان نخست‌وزیر منصوب می‌نماید. رهبر دومین حزب نیز رهبر مخالفان وفادار به اعلیحضرت می‌شود. از سال ۱۹۶۳ بر اساس معاهدات، نخست‌وزیر همواره عضو مجلس عوام است، و نه عضو مجلس اعیان.

## اعضا
از سال ۱۹۵۰ از هر یک حوزه انتخاباتی، یک نماینده به مجلس عوام راه می‌یابد. از نظر فنی بین حوزه شهرستان و حوزه بخش تفاوت وجود دارد؛ اما تنها اثر این تفاوت، در مقدار پولی است که نامزدها مجاز هستند تا در طول مبارزات انتخاباتی هزینه کنند. مرزهای حوزه‌های انتخاباتی توسط چهار کمیسیون مرزی تعیین می‌گردند که هر یک به صورت مستقل در انگلستان، اسکاتلند، ولز و ایرلند شمالی وجود دارند. این کمیسیون‌ها مرزهای هر یک از حوزه‌های انتخاباتی را در هر ۸ تا ۱۲ سال یکبار به‌طور کلی مورد بررسی و احیاناً تجدید نظر قرار می‌دهند. البته تعدادی بررسی موقت نیز در بین این سال‌ها انجام می‌دهند.
کل سرزمین پادشاهی متحد بریتانیا به ۶۵۰ حوزه انتخاباتی تقسیم‌بندی شده‌است: ۵۳۳ حوزه در انگلستان، ۵۹ حوزه در اسکاتلند، ۴۰ حوزه در ولز و ۱۸ حوزه در ایرلند شمالی.

## کمیته‌های اصلی مجلس عوام
- کمیته آیین‌نامه رفتاری نمایندگان[۲]